# Tahlequah
Tahlequah er en amerikansk by og administrativt centrum i det amerikanske county Cherokee County, i staten Oklahoma. I 2000 havde byen et indbyggertal på 14.458.

## Ekstern henvisning
- Tahlequahs hjemmeside (engelsk)

35°54′46″N 94°58′17″V / 35.9128°N 94.9714°V